# David Hungate
David Hungate, né le 5 août 1948 au Texas, est un bassiste américain.  

## Biographie
De formation classique au trombone, sa capacité à lire à vue le prédispose à être recruté comme musicien, alors qu'il passe à la guitare et à la basse. D'abord muti-instrumentiste en studio, il propose ses talents de guitariste et saxophoniste, avant de réaliser que ses aptitudes de bassiste lui assurent du travail. 

## Le musicien de studio
Il est d'abord révélé sur l'album de Boz Scaggs, Silk Degrees, qui installe le duo rythmique qu'il forme avec le batteur Jeff Porcaro dans l'industrie musicale. Le duo apparaît sur de nombreux disques, de Diana Ross à la bande originale du film Grease.

## Avec Toto
Il est membre du super groupe californien Toto de 1977 à 1982, avec lequel il enregistre 4 albums. D'un naturel discret, préférant la vie de famille aux tournées, il quitte le groupe juste après l'enregistrement de l'album Toto IV et est remplacé par Mike Porcaro, frère de Jeff et Steve Porcaro. À partir de ce moment, il vit de séances d'enregistrement à Nashville, où il devient très convoité. 
En 1990, il sort un album solo intitulé Souvenir auquel participent Jeff Porcaro et Steve Lukather .
En 2014, il réintègre le groupe Toto en remplacement de Nathan East qui souhaite poursuivre sa carrière solo.
Fin 2015, le groupe annonce que David souhaite se retirer : il ne participe pas à la tournée 2016 (Europe / Japon), laissant la place de bassiste à Leland Sklar.
David Hungate est le fils du sénateur américain William Leonard Hungate.

## Discographie

### Toto
- 1978 : Toto
- 1979 : Hydra
- 1981 : Turn Back
- 1982 : Toto IV
- 2015 : Toto XIV (sur 4 titres)

### Solo
- 1990 : Souvenir